# 格蘭傑縣 (田納西州)
格蘭傑县（英語：Grainger County）是美國田納西州東北部的一個縣。面積783平方公里。根据美國2000年人口普查，共有人口20,659人。縣治拉特利奇（Rutledge）。
成立於1796年4月22日。縣名紀念俄亥俄河南領地唯一長官威廉·布朗特的妻子瑪麗·格蘭傑·布朗特（Mary Grainger Blount）。